# Хроматична гама
Хроматичната гама, още дванадесеттоновата гама, е набор от дванадесет тона, използвани в тоналната музика, с ноти, разделени с интервал от полутон. Почти всички западни музикални инструменти, като пианото, са направени да произвеждат хроматична гама, докато други инструменти с непрекъсната промяна на височината, като тромбон и цигулка, могат освен тях да произвеждат и микротонове или ноти между тези, налични на пианото.

## Дефиниция
Хроматичната гама е музикална гама с дванадесет тона, всеки от които е полутон, известен още като половин стъпка над или под съседните си тонове. В резултат на това в 12-тонов равен темпериран строй (най-често срещаната настройка в западната музика), хроматичната гама покрива всичките 12 от наличните тона. По този начин има само една хроматична гама, тъй като всяка хроматична гама е идентична при транспониране, инверсия и ретроградна спрямо всяка друга.
Възходяща и низходяща хроматична скала:
Audio playback is not supported in your browser. You can download the audio file.